# Бермјуда Дунс (Калифорнија)
Бермјуда Дунс (енгл. Bermuda Dunes) насељено је место без административног статуса у америчкој савезној држави Калифорнија.

## Демографија
По попису из 2010. године број становника је 7.282, што је 1.053 (16,9%) становника више него 2000. године.
| Група             | 2000.         | 2010.         |
| Белци             | 4.589 (73,7%) | 4.386 (60,2%) |
| Афроамериканци    | 129 (2,1%)    | 180 (2,5%)    |
| Азијати           | 171 (2,7%)    | 241 (3,3%)    |
| Хиспаноамериканци | 1.215 (19,5%) | 2.371 (32,6%) |
| Укупно            | 6.229         | 7.282         |